# Head, Clara and Maria
Head, Clara and Maria to gmina (ang. township) w Kanadzie, w prowincji Ontario, w hrabstwie Renfrew.
Powierzchnia Head, Clara and Maria to 727,96 km².
Według danych spisu powszechnego z roku 2001 Head, Clara and Maria liczy 228 mieszkańców (0,31 os./km²).